# Falkenstein, Bavaria
Falkenstein este o comună-târg din districtul Cham, regiunea administrativă Palatinatul Superior, landul Bavaria, Germania.